# 遠東航空104便墜落事故
遠東航空104便墜落事故（えんとうこうくう104びんついらくじこ）は、1969年に台湾で発生した航空事故。

## 事故の概略

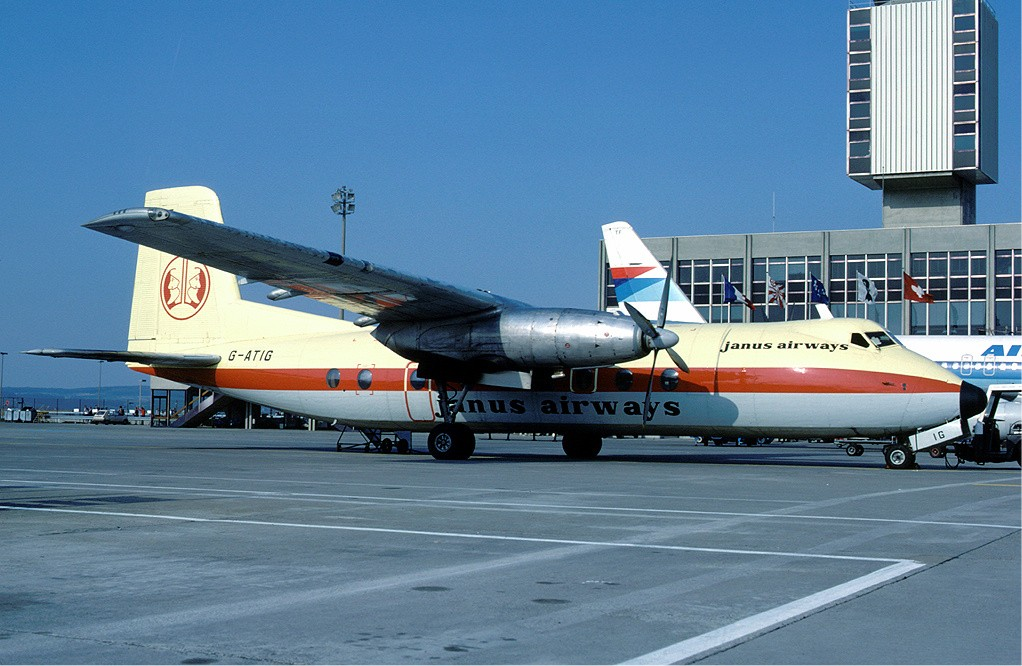
同型機のハンドレページ・ダートヘラルド

遠東航空（ファーイースタン航空）104便の飛行計画は、高雄空港から台湾島を縦断飛行して台北松山空港に向かうというものであった。機材はハンドレページ・ダートヘラルド（イギリス製双発ターボプロップ機、機体記号：B-2009、製造番号（msn）：157）であった。
当日は旧正月である春節の連休が終わった直後であった。104便は定刻よりも13分遅れの午後12時03分に高雄空港を離陸した。しかし10分後、機長からエンジントラブルで緊急事態にあるとの通信があり、その2分後には機長は台南県帰仁郷（現在の台南市帰仁区）の水田に緊急着陸を試みる。しかし機体は用水路に墜落して爆発炎上、乗員4名乗客32名の合わせて36名全員が死亡した。事故原因は右エンジン（ロールス・ロイス製ダート）に深刻な故障が発生して高度を維持できなくなったためであり、空港に引き返すこともできなかったとされる。

## 備考
- ファーイースタン航空が運航する航空機の登録機体記号は全て奇数（中国では奇数は尊ばれるため）であったが、1975年にはB-2029機が全損事故を起こしたため、“9”は永久欠番になった。その後B-2603とB-28003も全損事故を起こしたため、“3”も同様に永久欠番になったため、現在同航空会社の機体番号は1と5と7しか使われていない（それ以前に登記されていたB-27013は現存している）。
- 1981年には同路線の下り便である103便（B-2603機）が空中分解して墜落する事故（遠東航空103便墜落事故）があったため、一時期103便と104便が欠番になったが、その後は使用されているという。